# Листвянка (Курганская область)
Листвянка — деревня в Целинном районе Курганской области. До преобразования в июле 2021 года муниципального района в муниципальный округ входила в состав Косолаповского сельсовета.

## История
В 1966 году Указом Президиума ВС РСФСР деревня фермы № 2 совхоза имени Томина переименована в Листвянка'.

## Население
| 1989 | 2002 | 2010 |
| ---- | ---- | ---- |
| 390  | ↘306 | ↘216 |